# Josep Mas i Vila

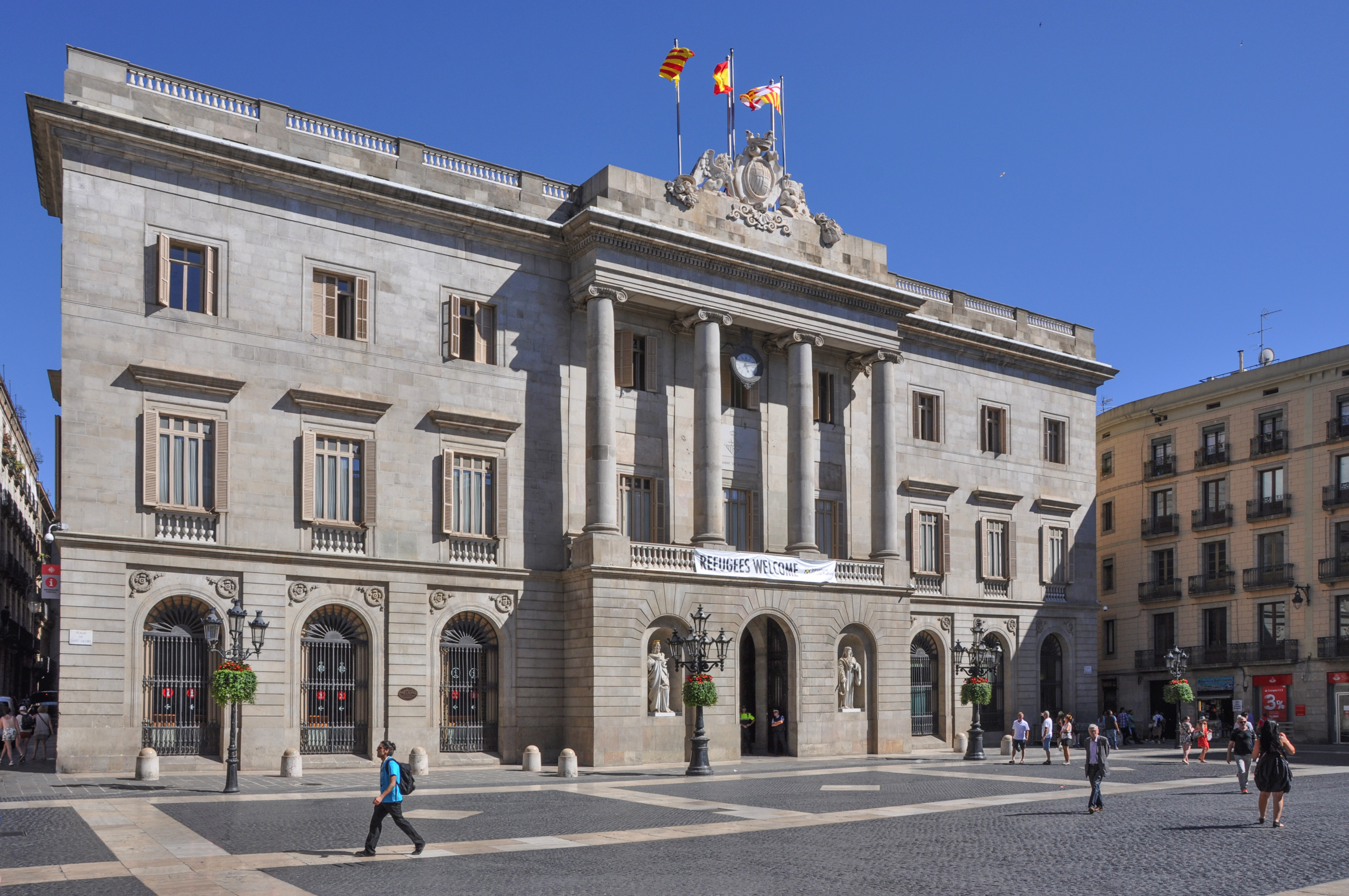
Façana neoclàssica de la Casa de la Ciutat, obra de Josep Mas i Vila

Josep Mas i Vila   (Barcelona, 1779 - 31 de març de 1856) fou un arquitecte català.

## Biografia
Fill de Pau Mas i Dordal, mestre de cases de Barcelona, i d'Antònia Vila, i nebot de l'arquitecte Josep Mas i Dordal. Va col·laborar amb el seu pare com a mestre d'obres municipal de Barcelona, com a adjunt, a partir de 1803, i el va succeir com mestre d'obres-arquitecte municipal l'any 1808.
va projectar la façana neoclàssica de la Casa de la Ciutat de Barcelona (1830-1847). Va ser molt discutit el projecte inicial, que incloïa l'enderrocament de la façana anterior gòtica, i que a causa de les pressions de l'Acadèmia de les Bones Lletres i la Reial Acadèmia de Belles Arts de Sant Jordi no es va arribar a efectuar. Fou autor també de la portada del Cementiri Vell o del Poblenou (1840), any en què també va construir la plaça porxada de Sant Josep.
El 1833 va ser nomenat comandant i primer cap de la companyia de bombers de Barcelona, fins al 1835, que va ser substituïda per una companyia de sapadors depenent de la Milícia. El 1844, l'Ajuntament de Barcelona va tornar a encomanar a Mas la reorganització de la companyia, fins al 1848, en què va ser rellevat pel mestre d'obres Pere Codina.
En el moment de la seva defunció tenia 75 anys i era vidu de Marianna Molet. Vivia al carrer Nou de la Rambla, 41 1er.